# Pacifigorgia exilis
Pacifigorgia exilis is een zachte koraalsoort uit de familie Gorgoniidae. De koraalsoort komt uit het geslacht Pacifigorgia. Pacifigorgia exilis werd in 1870 voor het eerst wetenschappelijk beschreven door Verrill. 